# Сент-Назіанз (Вісконсин)
Сент-Назіанз (англ. St. Nazianz) — селище (англ. village) в США, в окрузі Манітовок штату Вісконсин. Населення — 714 особи (2020).

## Географія
Сент-Назіанз розташований за координатами 44°0′26″ пн. ш. 87°55′29″ зх. д. / 44.00722° пн. ш. 87.92472° зх. д. (44.007345, -87.924787).  За даними Бюро перепису населення США в 2010 році селище мало площу 2,20 км², з яких 2,14 км² — суходіл та 0,06 км² — водойми.

## Демографія
Згідно з переписом 2010 року, у селищі мешкали 783 особи в 324 домогосподарствах у складі 209 родин. Густота населення становила 356 осіб/км².  Було 346 помешкань (157/км²).
Расовий склад населення:
| - 97,1 % — білих - 1,1 % — азіатів - 0,1 % — корінних американців |

До двох чи більше рас належало 0,8 %. Частка іспаномовних становила 1,7 % від усіх жителів.
За віковим діапазоном населення розподілялося таким чином: 22,7 % — особи молодші 18 років, 61,8 % — особи у віці 18—64 років, 15,5 % — особи у віці 65 років та старші. Медіана віку мешканця становила 41,8 року. На 100 осіб жіночої статі у селищі припадало 100,8 чоловіків;  на 100 жінок у віці від 18 років та старших — 97,1 чоловіків також старших 18 років.
Середній дохід на одне домашнє господарство  становив 56 254 долари США (медіана — 46 705), а середній дохід на одну сім'ю — 73 727 доларів (медіана — 60 694). За межею бідності перебувало 10,7 % осіб, у тому числі 14,2 % дітей у віці до 18 років та 27,1 % осіб у віці 65 років та старших.
Цивільне працевлаштоване населення становило 391 особа. Основні галузі зайнятості: виробництво — 46,8 %, освіта, охорона здоров'я та соціальна допомога — 9,7 %, мистецтво, розваги та відпочинок — 9,2 %, роздрібна торгівля — 9,0 %.